# Mwaghavul jezik
Mwaghavul jezik (ISO 639-3: sur; suira), afrazijski jezik zapadnočadske sakupine, kojim govori 295 000 ljudi (1993 SIL) u nigerijskoj državi Plateau; važan je u trgovini i njime se služe i druge manje plemenske skupine kao drugim jezikom. Ima dva dijalekta: mupun (mapan, mapun) i panyam. Pismo: latinica.
Klasificira se podskupini pravih angas jezika, šira skupina angas-gerka.

## Vanjske poveznice
- Ethnologue (14th)
- Ethnologue (15th)